# 馬來西亞各州王位繼承
馬來西亞實行選舉君主制，因此馬來西亞最高元首王位並沒有任何王位繼承順序。如果最高元首一職空懸（即元首駕崩、辭職或喪失自理能力），統治者會議將會召開，從馬來西亞各君主制的州屬選出新的馬來西亞最高元首，而馬來西亞副最高元首並不會自動繼承最高元首一職。統治者會議的選舉受馬來西亞聯邦憲法的第32條所規範。

## 聯邦王位

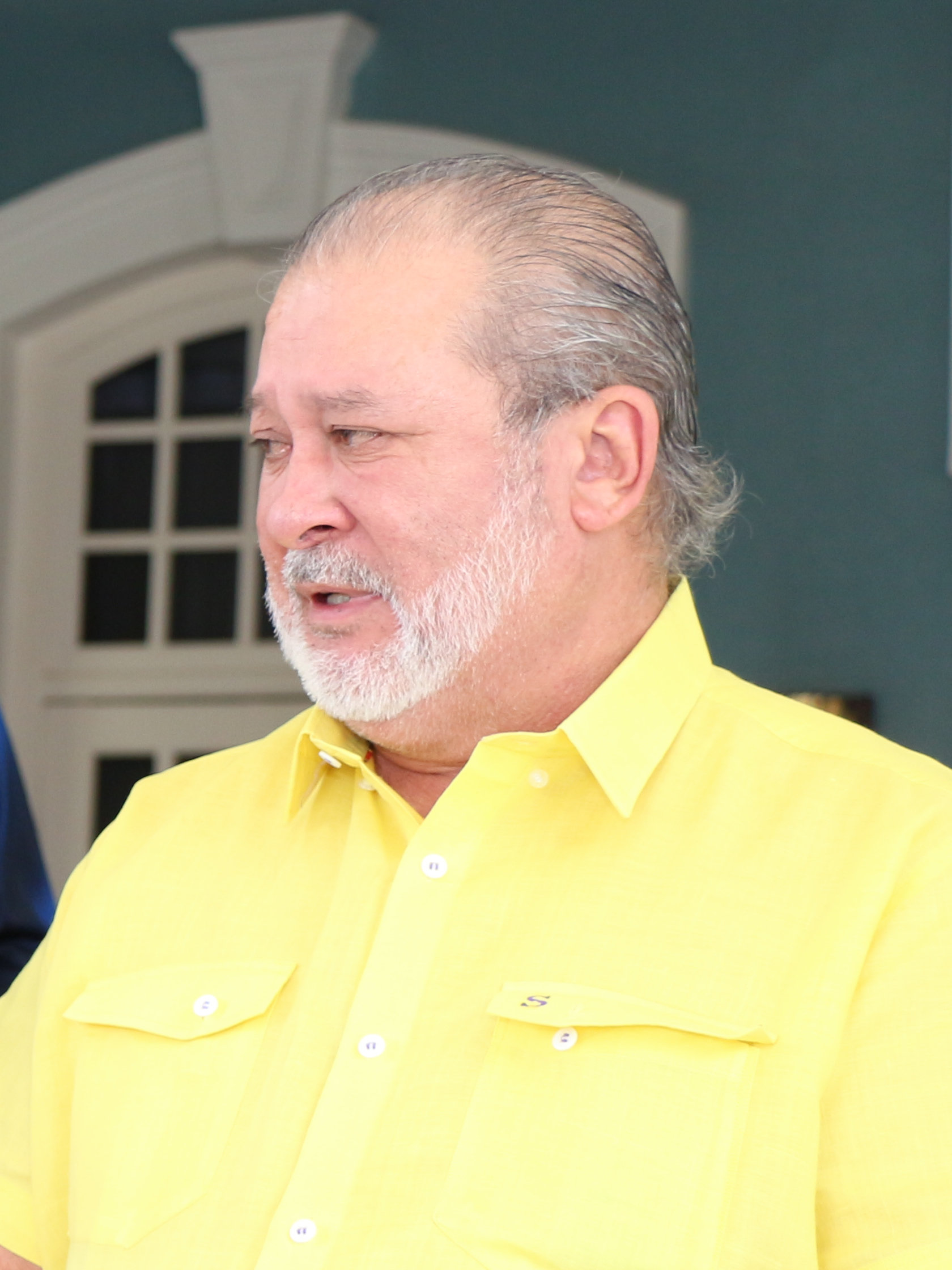
現任最高元首蘇丹依布拉欣·伊斯邁

统治者遵循以下這個不成文的传统顺序来推选新的最高元首。
1. 森美蘭严端
2. 雪蘭莪蘇丹
3. 玻璃市拉惹
4. 登嘉樓蘇丹
5. 吉打蘇丹
6. 吉蘭丹蘇丹
7. 彭亨蘇丹
8. 柔佛蘇丹
9. 霹靂蘇丹

| 順位 | 州屬   | 統治者                              | 最高元首                      | 筆記             |
| ---- | ------ | ----------------------------------- | ----------------------------- | ---------------- |
| 8    | 柔佛   | 蘇丹依布拉欣·伊斯邁 (2010年1月23日) | 2024年1月31日—至今            | 第十七任最高元首 |
| 9    | 霹靂   | 蘇丹納茲林沙 (2014年5月29日)        |                               | 副最高元首       |
| 1    | 森美蘭 | 端姑慕力兹 (2008年12月29日)         |                               |                  |
| 2    | 雪蘭莪 | 蘇丹沙拉弗丁 (2001年11月22日)       |                               |                  |
| 3    | 玻璃市 | 端姑賽西拉祖丁 (2000年4月17日)      | 2001年12月13日—2006年12月12日 | 第十二任最高元首 |
| 4    | 登嘉樓 | 端姑米占再納阿比丁 (1998年5月14日)  | 2006年12月13日—2011年12月12日 | 第十三任最高元首 |
| 5    | 吉打   | 蘇丹沙烈胡丁 (2017年9月12日)        |                               |                  |
| 6    | 吉兰丹 | 蘇丹莫哈末五世 (2010年9月13日)      | 2016年12月13日—2019年1月6日   | 第十五任最高元首 |
| 7    | 彭亨   | 蘇丹阿都拉 (2019年1月11日)          | 2019年1月31日—2024年1月30日   | 第十六任最高元首 |

## 州屬王位

### 森美蘭州

森美蘭嚴端的皇家旗幟

森美蘭州與其他馬來王朝的最大差別是，它是九個馬來王室中唯一一個採用選舉君主制，而非繼承制。森美蘭州四個最大的luak各自選舉一名Undang。在嚴端一職空缺時，四位Undang就要從四位親王（Putera Yang Empat）中選擇一位成為新的嚴端，分別為：
1. Tunku Besar Seri Menanti
2. Tunku Laksamana
3. Tunku Musa Serting
4. Tunku Panglima Besar

### 雪蘭莪州

雪蘭莪蘇丹的皇家旗幟

- 蘇丹沙拉胡丁·阿都阿茲沙（1924年—2001年）
  -  蘇丹沙拉弗丁·伊德裡斯沙（1945年生）
    - (1) 王儲東姑阿米爾沙[4]（1990年生）

  - (2) 東姑蘇萊曼沙（英语：Tengku Sulaiman Shah）（1950年生）
    - (3) 東姑沙基里納爾沙（1980年生）
      - (4) 東姑馬末沙（2010年生）
      - (5) 東姑蘇萊曼沙（2013年生）
      - (6) 東姑阿都阿茲沙（2017年生）

    - (7) 東姑沙勒胡丁沙（1982年生）
      - (8) 東姑依布拉欣沙（2014年生）

    - (9) 東姑沙林沙（1985年生）
    - (10) 東姑沙裡弗丁沙（1987年生）

  - (11) 東姑阿都沙末沙（1953年生）
    - (12) 東姑慕沙希丁沙（1984年生）

  - (13) 東姑阿末沙（1955年生）
    - (14) 東姑阿蘭沙（1982年生）

### 玻璃市州

玻璃市拉惹的皇家旗幟

- 端姑賽布特拉（1920年—2000年）
  -  端姑賽西拉祖丁（1943年生）
    - (1) 王儲端姑賽费祖丁（1967年生）
      - (2) 賽西拉祖丁（2009年生）

  - (3) 賽巴達魯丁（1945年生）
    - (4) 賽慕沙弗丁（1974年生）

  - (5) 賽阿米爾（1950年生）
    - (6) 賽布力兹（1972年生）
      - (7) 賽阿奇爾（2001年生）

  - (8) 賽拉茲蘭（1951年生）
    - (9) 賽莫哈末·哈林（1972年生）
      - (10) 賽哈茲力茲（2003年生）
      - (11) 賽哈茲力奇（2007年生）

    - (12) 賽莫哈末·哈菲兹（1981年生）

  - (13) 賽再納安華（1952年生）
    - (14) 賽海占·希沙慕丁（1983年生）
      - (15) 賽阿茲蘭·沙拉胡丁

    - (16) 賽朱費裡（1983年生）
      - (17) 賽艾登·胡先

  - (18) 賽再納·拉希德（1953年生）
  - (19) 賽阿茲尼（1954年生）
    - (20) 賽法裡茲·納丘丁（1985年生）
    - (21) 賽哈尼夫·依斯干達（1992年生）

  - (22) 賽峇力沙（1958年生）
    - (23) 賽菲茲裡（1980年生）
    - (24) 賽費爾珊（1984年生）
    - (25) 賽費爾納（1988年生）

### 登嘉樓州

登嘉樓蘇丹的皇家旗幟

- 蘇丹馬末（1930年—1998年）
  -  端姑米占再納阿比丁（1962年生）
    - (1) 王儲東姑莫哈末·依斯邁（1998年生）
    - (2) 東姑莫哈末·莫阿茲（2000年生）

  - (3) 東姑穆塔法·卡米（1968年生）
    - (4) 東姑沙里·馬末
    - (5) 東姑丹尼爾·哈金
    - (6) 東姑納比·穆塔費

  - (7) 東姑巴魯·扎曼（1974年生）
    - (8) 東姑莫哈末·莱恩·法茲
    - (9) 東姑雷亞·費沙

  - (10) 東姑巴哈魯丁（英语：Tengku Baharuddin）（1976年生）
    - (11) 東姑莫哈末·阿斯曼
    - (12) 東姑莫哈末·阿列
    - (13) 東姑莫哈末·歐扎爾
    - (14) 東姑莫哈末·阿德茲
    - (15) 東姑莫哈末·馬末·阿卡巴

### 吉打州

吉打蘇丹的皇家旗幟

- 蘇丹峇力沙（英语：Badlishah of Kedah）（1894年—1958年）
  -  蘇丹端姑阿都哈林（1927年—2017年）
  -  蘇丹沙烈胡丁（1942年生）
    - (1) 王儲東姑沙拉弗丁·峇力沙（1967年生）
      - (2) 東姑蘇萊曼·峇力沙（2007年生）

    - (3) 東姑沙祖丁·阿裡夫（1970年生）

  - (4) 東姑阿都哈密·塔尼（1951年生）

### 吉蘭丹州

吉蘭丹蘇丹的皇家旗幟

- 蘇丹伊斯邁·柏特拉（1949年—2019年）
  -  蘇丹莫哈末五世（1969年生）
    - (-) 東姑伊斯邁·里昂·柏特拉（2019年生）

  - (-) 東姑莫哈末·法伊茲·柏特拉（1974年生）
    - (-) 東姑莫哈末·約翰·柏特拉（2023年生）

  - (1) 王儲東姑莫哈末·法克裡·柏特拉（Tengku Mahkota, 1978年生）

### 彭亨州

彭亨蘇丹的皇家旗幟

- 蘇丹阿末沙（1930年—2019年）
  -  蘇丹阿都拉（1958年生）
    - (1) 王儲東姑哈山納 (Tengku Mahkota, 1995 年生) [5]
    - (2) 東姑莫哈末（Tengku Ariff Bendahara, 1997年生）
    - (3) 東姑阿末·依斯邁（Tengku Panglima Perang, 2000 年生）

  - (4) 東姑阿都拉曼（Tengku Muda, 1960 年生）
    - (5) 東姑艾迪（2004 年生）
    - (6) 東姑阿末·費藍（2005v年生）
    - (7) 東姑阿曼·阿蘭（2010 年生）

  - (8) 東姑法哈德（Tengku Temenggung, 1994 年生）

### 柔佛州

柔佛蘇丹的皇家旗幟

- 蘇丹馬末·依斯干達（1932年—2010年）
  -  蘇丹依布拉欣·依斯邁（1958年生）
    - (1) 王儲東姑依斯邁[6]（Tunku Mahkota；1984年生）
      - (2) 東姑依斯干達（Raja Muda；2017年生）
      - (3) 東姑阿布峇卡·依布拉欣（2019年生）

    - (4) 東姑依德利斯（Tunku Temenggong；1987年生）
    - 東姑阿都查理（1990年—2015年）
    - (5) 東姑阿都拉曼（Tunku Panglima；1993年生）
    - (6) 東姑阿布峇卡（Tunku Putera；2001年生）

  - (7) 東姑阿都马吉德（英语：Tunku Abdul Majid）（Tunku Aris Bendahara；1970年生）
    - (8) 東姑馬末·依斯干達（2006年生）
    - (9) 東姑阿都馬丁（2015年生）

### 霹靂州

霹靂蘇丹的皇家旗幟

相較於其他的馬來王朝，霹靂王室採用了較為複雜的繼承順序。現任蘇丹任命具有蘇丹男性血統的王子擔任某些高級王子頭銜。它們按照嚴格的優先順序排列，表明王位的繼承順序。根據1953年2月25日的裁決，目前的頭銜等級和相應的繼承順序如下：
1. Raja Muda
2. Raja Di-Hilir
3. Raja Kecil Besar
4. Raja Kecil Sulong
5. Raja Kecil Tengah
6. Raja Kecil Bongsu

雖然頭銜持有者通常是終身任命的，但如果被證明無能力或殘疾，頭銜可能會被撤銷。現有頭銜持有者去世或晉升後，下一個最高頭銜的持有者將繼承他的職位。Raja Muda 即王儲是法定繼承人，在蘇丹去世後繼承他的統治，隨後擁有Raja Di-Hilir頭銜的王子成為新任Raja Muda。隨後，Raja Kechil Besar成為Raja Di-Hilir。然後，新蘇丹可以任命自己的提名人擔任這些繼承中空缺的最低級頭銜。
- 蘇丹阿末丁沙（1806年卒）
  -  蘇丹阿都馬利克滿速沙（1825年卒）
    -  蘇丹阿都拉慕阿占沙（1805年—1830年）
      - 端姑阿末沙·約翰·哈利法圖拉
        -  蘇丹嘉化慕阿占沙（1865年卒）
          -  蘇丹阿都拉莫哈末沙二世（1842年—1922年）
          - 拉惹穆薩一世（1906年卒）
            -  蘇丹阿都阿茲穆塔先比拉沙（1887年—1948年）
              - 拉惹穆薩二世（1919年—1983年）
                - (1) 拉惹嘉化（Raja Muda；1941年生）

        - 拉惹阿郎·依斯干達·沙（1849年卒）
          -  蘇丹依德裡斯慕希都阿占沙（1849年—1916年）
            -  蘇丹阿都查理卡拉瑪圖拉沙（1870年—1918年）
              -  蘇丹尤索夫依祖丁沙（1890年—1963年）
                -  蘇丹阿茲蘭慕希布丁沙（1928年—2014年）
                  -  蘇丹納茲林慕依祖丁沙（1956年生）
                    - (3) 拉惹阿茲蘭慕查法（Raja Kecil Besar；2008年生）

                  - 拉惹阿斯曼沙（1958年—2015年）
                    - (4) 拉惹阿末納茲林阿茲蘭沙（Raja Kechil Sulong；1994年生）

                - 拉惹茲然 或 拉惹拉伊德
                  - (5) 拉惹依斯干達（英语：Raja Iskandar）（Raja Kechil Tengah；1941年生）

            -  蘇丹依斯干達沙（1881年—1938年）
              -  蘇丹伊德裡斯沙二世（1924年—1984年）
                - (2) 拉惹依斯干達祖爾卡南（Raja Di-Hilir；1955年生）

  - 拉惹依努·莫哈末·沙雷
    -  蘇丹沙哈布丁裡亞沙（1851年卒）
      -  蘇丹阿里慕卡瑪依納亞沙（1851年卒）